# Grotta de la Chaise
La Grotta de la Chaise é un sito archeologico che si trova in località La Chaise-de-Vouthon vicino a Vouthon nella Nuova Aquitania, sulla riva sinistra del fiume Tardoir; qui a partire dal 1850, sono stati ritrovari resti dell'Homo neanderthalensis, oltre che a resti di quanto è stato interpretato come loro sepolture.